# El caminante
El caminante é uma telenovela mexicana, produzida pela Televisa e exibida em 1962 pelo Telesistema Mexicano.

## Elenco
- Luis Bayardo
- Patricia Conde
- Columba Domínguez
- Ariadna Welter